# قائمة مواقع التراث العالمي في بلغاريا
هناك تسعة مواقع تراثية مسجلة لدى اليونسكو في بلغاريا أربعة سجلت في عام 1979 والبقية في عام 1985

## وصلات خارجية
- Bulgaria at the UNESCO World Heritage Centre